# بخش کوتچ
بخش کوتچ (به انگلیسی: Kutch district) یکی از بخش در هند است که در گجرات واقع شده‌است. بخش کوتچ ۲٬۰۹۲٬۳۷۱ نفر جمعیت دارد.